# Fist of the North Star (jeu vidéo)
 (avril 2020).
Si vous disposez d'ouvrages ou d'articles de référence ou si vous connaissez des sites web de qualité traitant du thème abordé ici, merci de compléter l'article en donnant les références utiles à sa vérifiabilité et en les liant à la section « Notes et références ».
Fist of the North Star (北斗の拳２ 世紀末救世主伝説, Hokuto no Ken Tsū: Seikimatsu Kyūseishu Densetsu, Hokuto no Ken 2 au Japon) est un jeu vidéo sorti en 1987 au Japon sur Famicom et en 1989 aux États-Unis sur Nintendo Entertainment System. Le jeu est dérivé du manga Ken le Survivant de Buronson et Tetsuo Hara.

## Système de jeu
Fist of the North Star est un jeu de type beat-'em-up sur un plan unique, où le joueur incarne Kenshiro et progresse de gauche à droite en utilisant les arts martiaux du Hokuto Shinken pour vaincre ses adversaires. À l’image de Kung-Fu Master, le saut s'effectue en appuyant vers le haut sur la croix directionnelle, les boutons A et B étant exclusivement réservés aux attaques. Pour franchir certaines étapes, le joueur doit entrer dans des portes en appuyant simultanément sur les boutons A et B tout en dirigeant le joystick vers le haut. En plus des ennemis classiques, il est nécessaire de vaincre des sous-boss et des boss pour avancer. Chaque boss possède un point faible qui, s’il est touché en priorité avec l’attaque adéquate, inflige des dégâts importants et permet d’obtenir un bonus supérieur une fois le niveau terminé.
Au début du jeu, Kenshiro dispose uniquement de coups de poing et de pied basiques. Cependant, en éliminant certains ennemis avec des coups de poing, des étoiles apparaissent parfois à leur place. Ces étoiles augmentent la puissance de Kenshiro sur sept niveaux. Les étoiles blanches permettent de monter jusqu’au niveau quatre, tandis que les étoiles noires sont nécessaires pour atteindre les niveaux supérieurs. Ces améliorations débloquent de nouvelles capacités, telles que des coups rapides, la possibilité de renvoyer des projectiles ennemis (couteaux et flèches), une vitesse de déplacement accrue et une attaque à distance déclenchée en appuyant sur A et B simultanément lorsque la croix directionnelle est neutre. Au niveau de puissance maximal, Kenshiro déchire sa chemise et son gilet, augmentant sa résistance.
D'autres bonus sont disponibles, comme le drapeau de l'armée Hokuto, qui restaure la jauge de vie, un collier d'argent augmentant les unités nécessaires pour effectuer des attaques à distance, et un collier doré qui octroie une invincibilité temporaire grâce à la technique ultime Musō Tensei. Une vie supplémentaire est accordée tous les 100 000 points. Enfin, les munitions pour les attaques à distance peuvent être rechargées après avoir éliminé 20 ennemis.